# Charles Thone
Pour les articles homonymes, voir Thone.
Charles Thone, né le 4 janvier 1924 à Hartington dans l'État américain du Nebraska et mort le 7 mars 2018 à Lincoln dans le même État américain, est un homme politique républicain américain.
Il est le 34e gouverneur du Nebraska entre 1979 et 1983.